# طعزويز (المهرة)

تعديل مصدري - تعديل

طعزويز هي إحدى قرى مديرية المسيلة التابعة لمحافظة المهرة، بلغ تعداد سكانها 89 نسمة حسب تعداد اليمن لعام 2004.